# Platyna

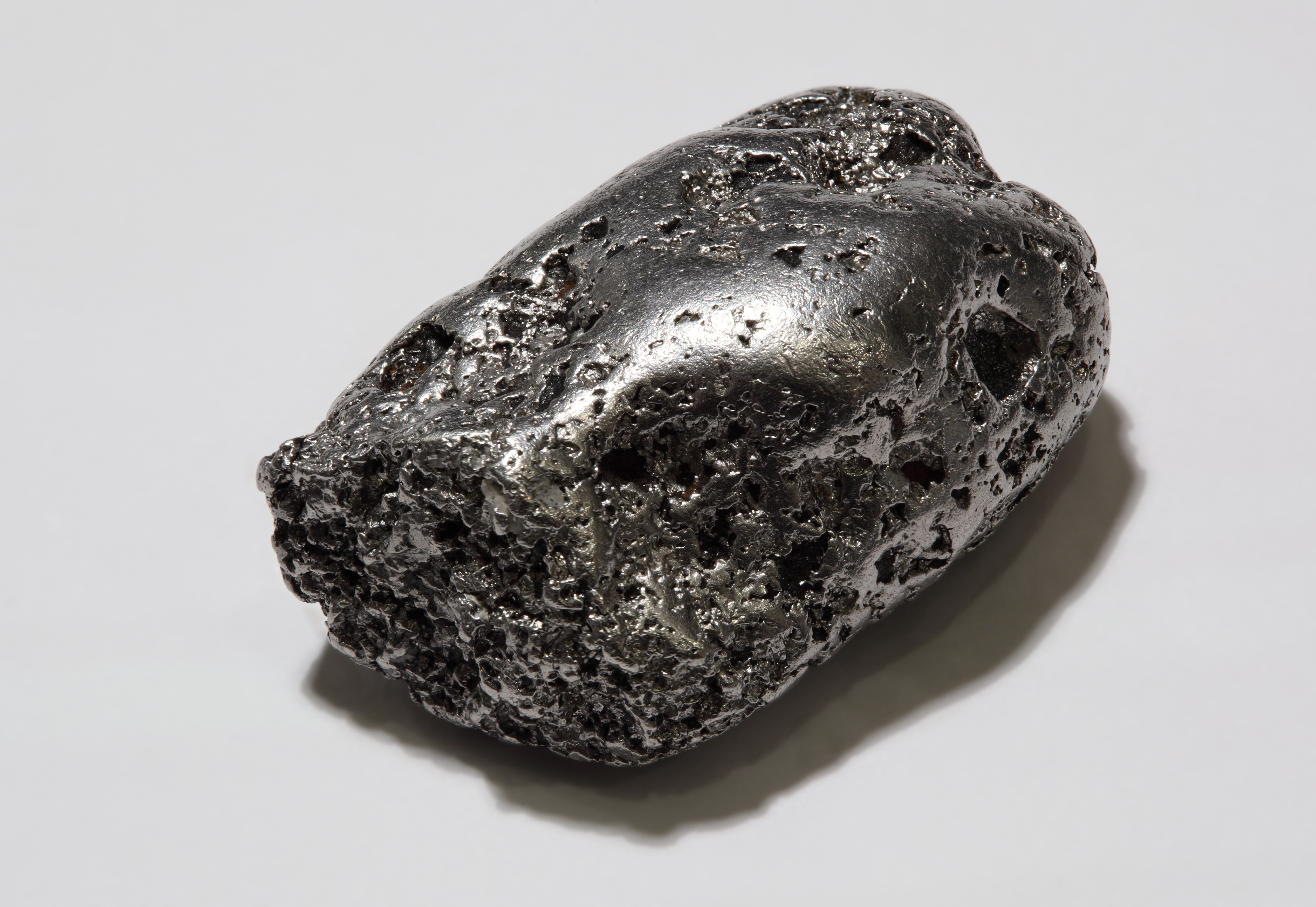
Samorodek platyny z kopalni w masywie Kondjor w Rosji. Wymiary ok. 35 × 23 × 14 mm, masa ok. 112 g

Platyna (Pt, łac. platinum) – pierwiastek chemiczny z grupy metali przejściowych w układzie okresowym, metal szlachetny. Nazwa tego metalu, odkrytego dopiero w 1735 roku w Kolumbii (pomijając różne dawniejsze niezbyt pewne wzmianki), jest zdrobnieniem hiszpańskiego słowa plata (srebro); nazwą platina (sreberko) starano się podkreślić małą użyteczność nowo odkrytego metalu. Pogardliwej nazwy „platina” użył jako pierwszy Antonio de Ulloa w przygodowej opowieści (1736). Już XVI- i XVII-wieczni poszukiwacze złota określali podobnie metal znajdowany w hiszpańskiej Kolumbii, który uważali początkowo za bezwartościową odmianę srebra. Platynę znalezioną w złotodajnym piasku kilku rzek południowoamerykańskich Anglik Wood sprowadził do Anglii (1741), gdzie profesor chemii w Cambridge R. Watson uznał ją za odrębny metal (1750). Dokładniej platynę zbadał dyrektor mennicy w Sztokholmie H.T. Scheffer. W 1758 udało się francuskiemu chemikowi P. Macquerowi po raz pierwszy stopić kawałek platyny. W 1772 otrzymano platynowe blaszki i druciki, nauczono się również otrzymywać platynę kowalną z platyny gąbczastej. Platynę opisał po raz pierwszy humanista włoski G.C. Scaliger (XVI w.) jako metal niedający się stopić ani za pomocą ognia, ani żadnych „hiszpańskich sztuczek”.
Platyna ma 36 izotopów z zakresu mas 172–201. W naturalnym składzie izotopowym występują izotopy 190, 192, 194, 195, 196 i 198, z których 192, 194, 195, 196 i 198 są trwałe i stanowią główną część składu.

## Właściwości
W stanie czystym platyna jest srebrzystobiałym metalem o silnym połysku, kowalnym i ciągliwym. Nie reaguje z tlenem, wodą, kwasem chlorowodorowym i azotowym. Roztwarza się w wodzie królewskiej tworząc kwas heksachloroplatynowy (H2PtCl6·nH2O), reaguje z halogenami, siarką, cyjankami i silnymi zasadami. W formie silnie rozproszonej jest łatwopalna.
Najważniejsze związki platyny to kwas heksachloroplatynowy, chlorek platyny i wywodzące się z tych związków kompleksy metaloorganiczne, które są masowo wykorzystywane jako katalizatory wielu przemysłowo stosowanych reakcji chemicznych.

## Występowanie
Platyna występuje zwykle w postaci ziaren, czasem i większych bryłek, których masa nie przekracza 10 kg. Zwykle zawiera domieszki żelaza (od kilku do 20%), a także inne metale z grupy platynowców. Niemal jedynym związkiem platyny występującym w przyrodzie, jest minerał sperrylit (PtAs2), znany z Sudbury w Kanadzie. Platyna i pozostałe platynowce związane są z wczesną krystalizacją skał magmowych. Największe jej skupienia występują w ultrazasadowych skałach magmowych: dunitach, perydotytach i piroksenitach.
Platyna jest metalem wyjątkowo rzadkim. Występuje w skorupie ziemskiej w ilościach ok. 4 ppb, w postaci rodzimej (zob. platyna rodzima), w stopie z irydem (platynoiryd) oraz w postaci rudy i jako zanieczyszczenie rud niklu i miedzi. Platyna występuje w Stanach Zjednoczonych, Kanadzie, Zimbabwe, Republice Południowej Afryki, Etiopii. Po odkryciu platyny w Kolumbii, duże znaczenie miało odkrycie platyny na Uralu (1819). W niedługim czasie platyna rosyjska znalazła się na pierwszym miejscu produkcji światowej, utrzymując się na nim przez cały wiek XIX, aż do odkrycia złóż w Republice Południowej Afryki (wielkie złoża typu magmowego na wyżu Bushveld, gdzie zawartość platyny jest wyjątkowo wysoka i dochodzi do 10–30 g na tonę) i Kanadzie (Sudbury w Ontario, gdzie platynę wydobywa się ubocznie w złożach niklonośnego pirotynu).

## Zastosowanie
Wysoka temperatura topnienia i wyjątkowa odporność na działanie czynników chemicznych sprawiły, że już z końcem XVIII i z początkiem XIX wieku zaczęto wyrabiać z platyny tygle i miski dla laboratoriów chemicznych, stosując ją również w aparaturze przemysłu chemicznego, np. do wyrobu dużych panwi przy produkcji kwasu siarkowego. Początkowo do tego celu używano czystej platyny, która jednak okazała się zbyt miękka. Dopiero zastosowanie domieszek różnych metali podwyższyło jej twardość i wytrzymałość.
Platyna oraz metale z grupy platynowców są wykorzystywane jako elementy w katalizatorach samochodowych, stąd w 2008 roku największe zapotrzebowanie na ten surowiec odnotowała branża motoryzacyjna – ok. 43% ogółu zapotrzebowania. Platyna znajduje także zastosowanie w przemyśle elektronicznym – produkuje się z niej elementy urządzeń pomiarowych (np. jest składnikiem elektrod II rodzaju, m.in. w pH-metrach i w ogniwach paliwowych). Z platyny wykonuje się także rezystory stosowane do pomiaru temperatury (np. standardowe 100-omowe, tzw. Pt-100) ze względu na ich stabilność. Ze stopów platyny wykonuje się także niektóre typy termopar.
Wykorzystanie platyny w jubilerstwie jest także dość znaczne i w 2008 roku zapotrzebowanie na ten surowiec w tym sektorze wynosiło ok. 22%.
Platyna traktowana jest także jako metal inwestycyjny, z którego wybija się monety bulionowe oraz sztabki. W XIX w. Imperium Rosyjskie wyemitowało platynowe monety obiegowe o nominałach 3 ruble (bite w latach 1828–1838 oraz 1840-1845), 6 rubli (bite w latach 1829–1845) i 12 rubli (bite w latach 1830–1845). Platynie nadany został międzynarodowy kod walutowy ISO 4217 – XPT.
Niektóre związki kompleksowe platyny znajdują zastosowanie w medycynie, np. cisplatyna i karboplatyna są wykorzystywane w chemioterapii do zwalczania niektórych rodzajów nowotworów.

## Dodatkowe informacje
- Samorodki platyny jako bezużyteczne były w przeszłości wyrzucane lub używane do budowy domów.
- Platyna aż do XIX wieku służyła prawie wyłącznie oszustom do wykonywania fałszywych monet.
- Na początku otrzymywano ją przez rozkład arsenku platyny PtAs2.
- Największym producentem platyny na świecie jest Republika Południowej Afryki, gdzie w 2009 roku wydobyto 140 000 kg tego surowca. Drugim producentem na świecie w produkcji górniczej jest Rosja z ilością 20 000 kg w 2009 roku[7].
- Gdy w 1819 odkryto na Uralu duże złoża, pierwszymi wyrobami z platyny były obrączki, łańcuchy, a nawet obręcze na beczki; oglądać je można w Muzeum Górniczym w Petersburgu. Rząd rosyjski polecił wybijać z tego metalu monety 3-, 6- i 12-rublowe, które jednak nie były chętnie przyjmowane.
- Platynowy tygielek zastosował po raz pierwszy w laboratorium chemicznym w 1784 Franz Karl Achard.
- Temperatura krzepnięcia platyny była wykorzystana do ustalenia wzorca kandeli.
- Film Franka Capry Platynowa blondynka z 1931 roku zbił kapitał na rodzącej się symbolice tego metalu, a w zamian wzbogacił swoim tytułem język potoczny. Przemysł muzyczny dostrzegł w 1976 marketingową okazję polegającą na wprowadzeniu wyższego poziomu nagrody, czyli płyty platynowej. Wkrótce tym tropem podążyło kierownictwo American Express, przebijając w 1984 swoją „złotą” kartę płatniczą kartą „platynową”.
- Wydobycie platyny z planetoid może być opłacalne nawet obecnymi metodami. W 2017 r. Goldman Sachs wystosował notę do klientów na temat górnictwa kosmicznego. Szacunkowy koszt jednej takiej sondy wydobywczej to około 2,6 miliarda dolarów[11].